# ممثلية ليتوانيا في رام الله
مكتب ممثلية جمهورية ليتوانيا في رام الله هي الممثلية الدبلوماسية العُليا الليتوانية لدى دولة فلسطين. تقع الممثلية التي تأسست في 15 يوليو 2013 في مدينة البيرة.

## الممثلون
| الترتيب | رئيس البعثة الدبلوماسية | تاريخ الاعتماد الدبلوماسي | تاريخ الانتهاء | رئيس ليتوانيا   | رئيس دولة فلسطين | ملاحظات |
| ------- | ----------------------- | ------------------------- | -------------- | --------------- | ---------------- | --- |
|         | نيداء دلمنتيتي          | 2014                      | يوليو 2016     |                 | محمود عباس       | |
|         | ارتوراس غاليوناس        | 2016                      | 2020           |                 | محمود عباس       | |
|         | بيرتاس فينيسكايتيس      | 23 ديسمبر 2020            | أكتوبر 2024    |                 | محمود عباس       | أعاد تقديم أوراق اعتماده في 10 مارس 2021 إلى الرئيس الفلسطيني. مُنح "نجمة الصداقة" من وسام الرئيس محمود عباس. في يونيو 2025. |
|         | نيدا دالمانتايتي        | 11 ديسمبر 2024            | لا تزال        | غيتاناس ناوسيدا | محمود عباس       | أعادت تسليم أوراق اعتمادها في 5 مايو 2025 إلى الرئيس عباس.                                                                  |